# Ронки Валсугана
Ро̀нки Валсуга̀на (на италиански: Ronchi Valsugana) е село и община в Северна Италия, автономна провинция Тренто, автономен регион Трентино-Южен Тирол. Разположено е на 776 m надморска височина. Населението на общината е 424 души (към 2018 г.).